# Рот (Бад-Кройцнах)
Рот (нім. Roth) — громада в Німеччині, розташована в землі Рейнланд-Пфальц. Входить до складу району Бад-Кройцнах. Складова частина об'єднання громад Штромберг.
Площа — 0,82 км2. Населення становить 285 ос. (станом на 31 грудня 2020).